# Кугарчино (Башкортостан)
Кугарчино (баш. Күгәрсен) — деревня в Калтасинском районе Республики Башкортостан Российской Федерации. Входит в состав Большекачаковского сельсовета.

## География

### Географическое положение
Расстояние до:
- районного центра (Калтасы): 32 км,
- центра сельсовета (Большекачаково): 9 км,
- ближайшей ж/д станции (Янаул): 70 км.

## Население
| 2002 | 2009 | 2010 |
| ---- | ---- | ---- |
| 263  | ↘242 | ↘178 |

### Национальный состав
Согласно переписи 2002 года, преобладающая национальность — татары (88 %).

## Религия
В деревне есть мечеть.